# Edness K. Wilkins State Park
Edness K. Wilkins State Park ist ein State Park östlich von Casper am North Platte River im Natrona County, Wyoming. Benannt ist er nach Edness Kimball Wilkins, einem 1980 verstorbenen lokalen Politiker. Der Park umfasst 362 acres.

## Geschichte
1981 wurde das Grundstück für rund 380.000 US-Dollar erworben. Im folgenden Jahr begannen die Arbeiten für die Errichtung von Straßen und Parkplätzen sowie an der Landschaftsgestaltung.

## Touristische Nutzung
Nebst einem Abschnitt des North Platte Rivers umfasst Edness K. Wilkins State Park einen Wald aus Bastard-Schwarz-Pappeln und offenes Gelände. Weiter bieten drei Teiche mit Sandstränden Erholungsmöglichkeiten und der North Platte River kann zum Kanufahren, Rafting und Fischen genutzt werden. Es wurden mehr als 200 Vogelarten im Park gezählt, darunter Gelbschnabelkuckucke, Stein-  und Weißkopfseeadler, Kormorane, Eckschwanzsperber und 16 Entenarten. Übernachtungsmöglichkeiten gibt es im Park nicht.